# Ust´-Szczugier
Ust´-Szczugier, także Ust´-Szczugor (ros. Усть-Щугер, Усть-Щугор, komi Тшугӧр, Tszugör lub Тшугӧрвом, Tszugörwom) – wieś (ros. деревня, trb. dieriewnia)  w europejskiej części Rosji, w Republice Komi, w okręgu miejskim Wuktył, nad lewym brzegiem Peczory. Rzeka Szczugier wpada do Peczory w okolicach tej miejscowości.
Wieś istniała w XVIII wieku (poświadczona w źródłach z 1747 roku). W 1784 roku w miejscowości mieszkały 72 osoby w 13 domostwach. W 1843 roku Wasilij Łatkin odnotował tam 113 mieszkańców w 22 domostwach. W 2010 roku mieszkało tu już jedynie 27 osób (18 mężczyzn i 9 kobiet).
Miejscowość położona w klimacie subarktycznym (Dfc w klas. Köppena). Roczna suma opadów wynosi średnio około 650 mm, najwięcej opadów notuje się w sierpniu, najmniej w lutym i marcu. Najcieplej jest w lipcu (średnia temp. ok. 16 °C), najchłodniej w styczniu i lutym (średnio od −17 °C do −20 °C). Średnia roczna temperatura wynosi ok. −2 °C.
31 grudnia 1978 roku termometry w tej miejscowości pokazały temperaturę −58,1 °C; jest to najniższy wynik odnotowany na kontynencie europejskim.